# Лимузин

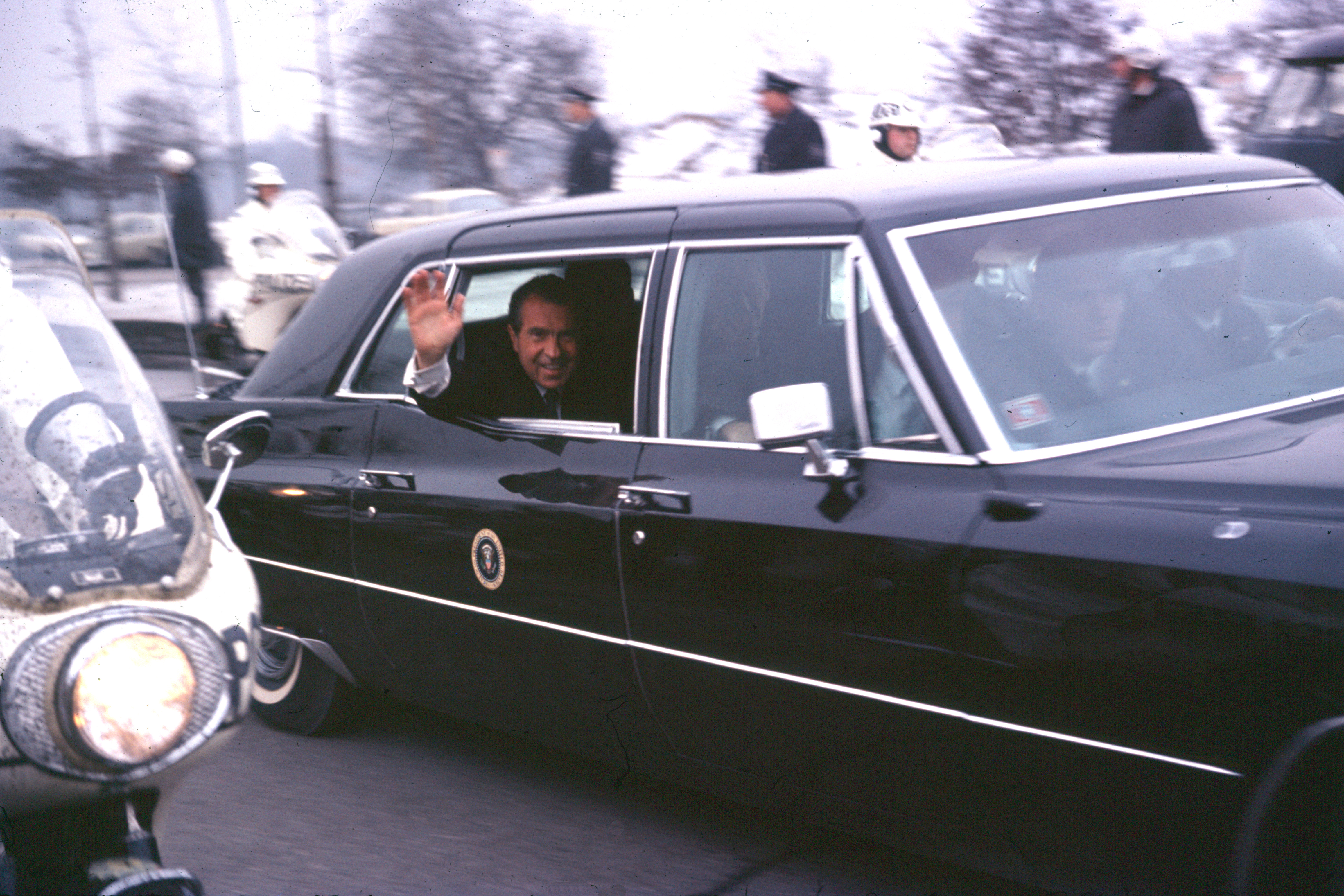
Президент США Р. Никсон в своём лимузине.

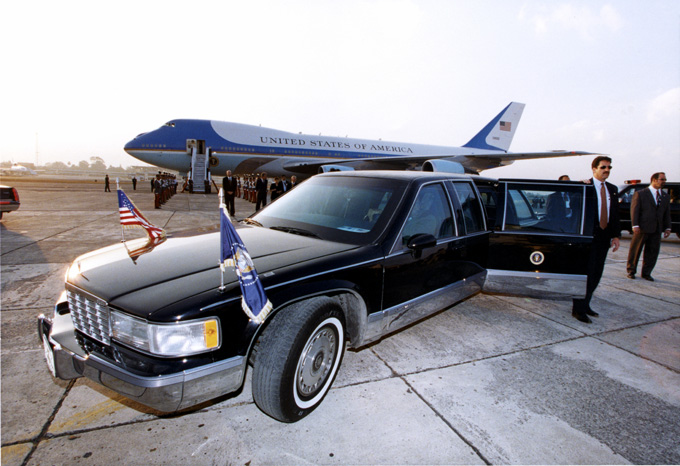
Личный лимузин (стретч) Президента США.

Лимузи́н (фр. limousine) — закрытый кузов легкового автомобиля с жёсткой крышей, оснащённой подъёмным стеклом, обычно c перегородкой между отделением водителя и остальным салоном.
В немецком языке термином Limousine обозначается любой закрытый кузов легкового автомобиля с жёсткой крышей, двумя или четырьмя дверями и четырьмя или более боковыми окнами, в русском языке такой тип кузова называется седан.

## Название
Слово «лимузин» произошло от названия французской провинции Лимузен, но не напрямую, а через название капюшона, который носили лимузенские пастухи и на который, собственно, и были похожи первые кузова данного типа.

## Типология

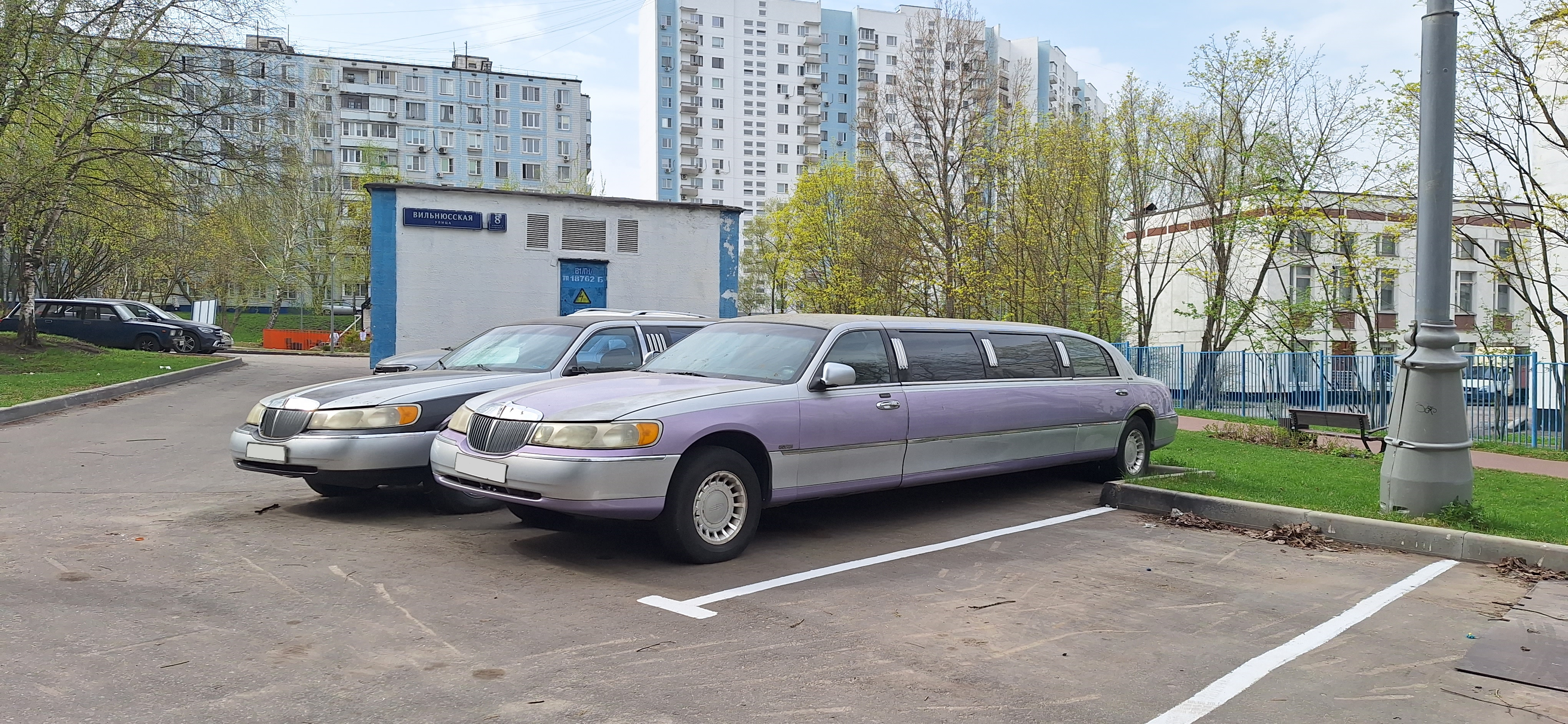
Два лимузина Lincoln Town, припаркованные в Москве.

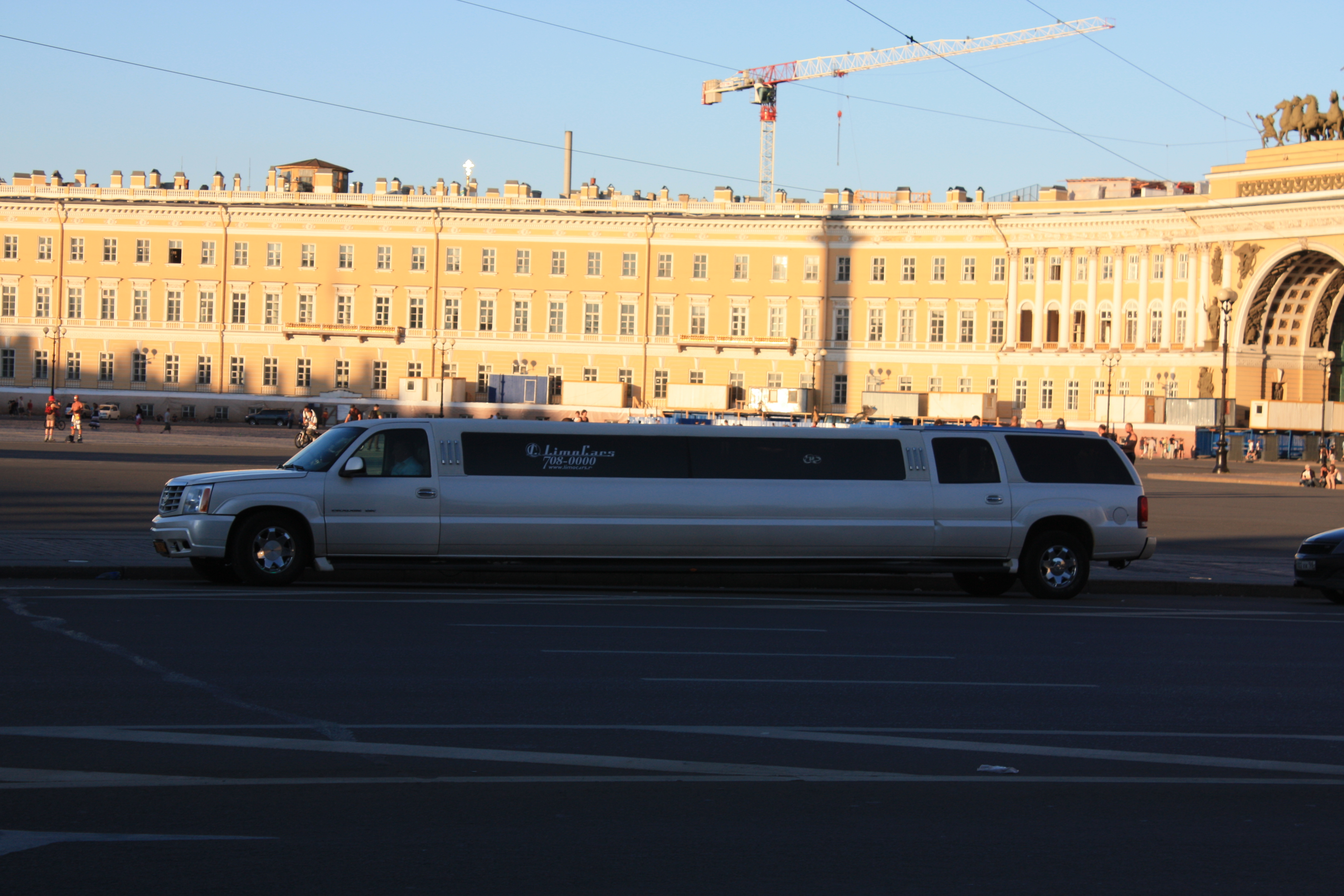
Стретч на базе Cadillac Escalade, Санкт-Петербург.

Классический («заводской») лимузин имеет специально для него разработанный кузов, конструктивно слегка удлинённый по сравнению с обычным седаном за счёт немного увеличенной колёсной базы и продлённой назад крыши за задними дверьми, как правило, несущей дополнительные боковые стёкла третьего ряда. К этому типу принадлежали, например, российские лимузины марки «ЗиЛ», английские Rolls-Royce, Bentley и многие американские модели. Также существует мнение, что классический лимузин должен иметь стеклянную перегородку, часто убирающуюся, между передним рядом сидений и основным салоном.

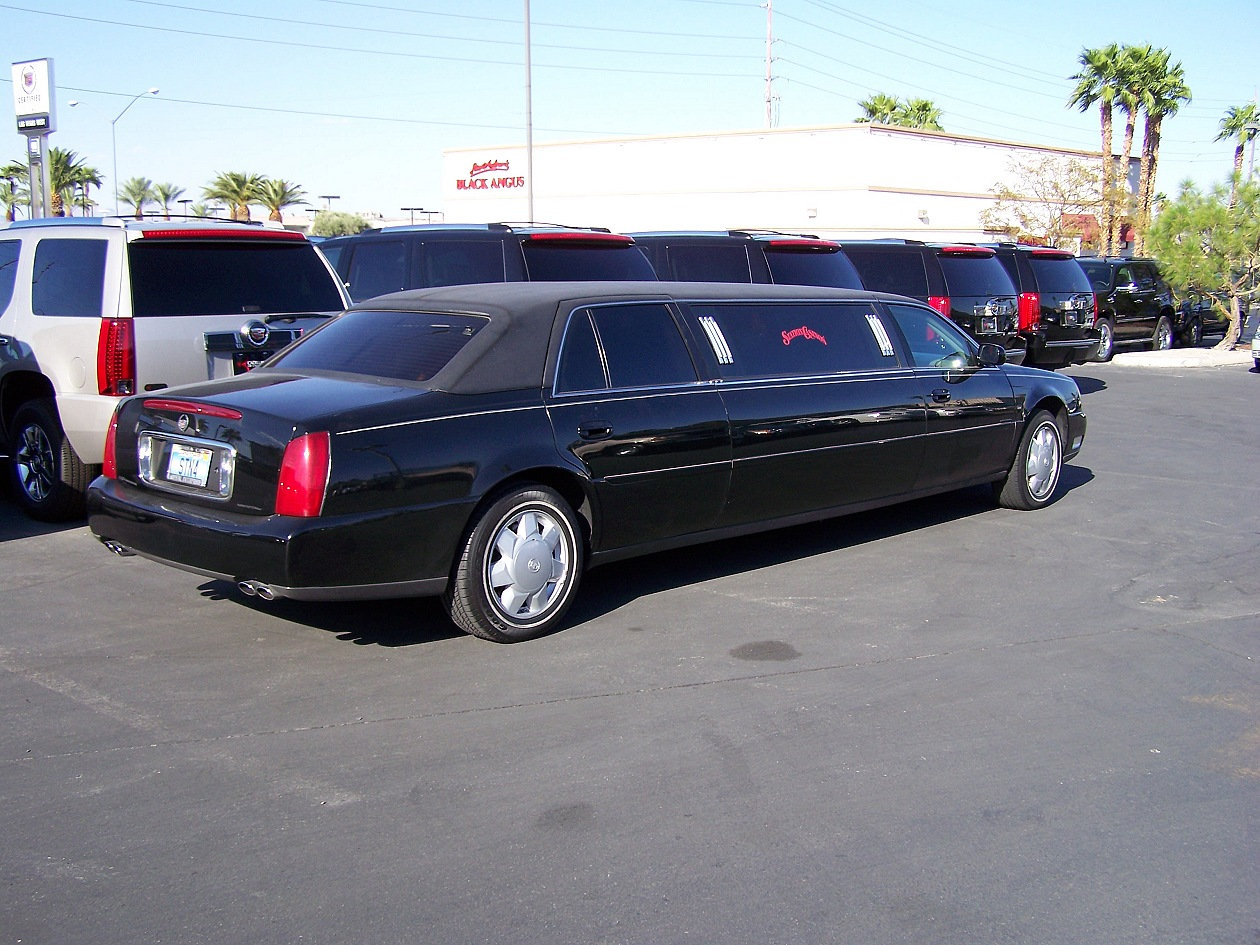
Стретч-лимузин на базе серийного Cadillac со вставкой посередине кузова

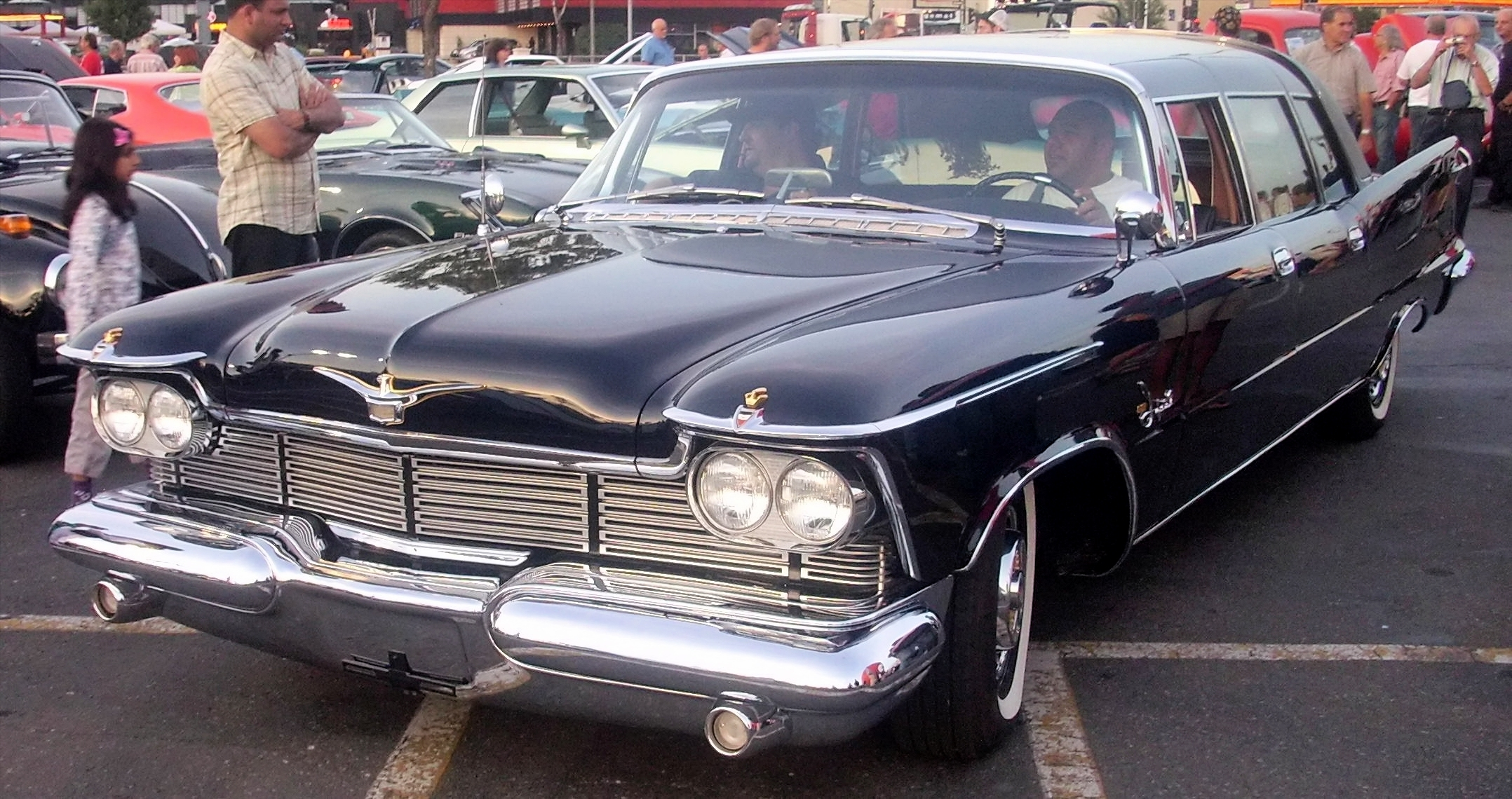
Американский заводской лимузин Imperial Crown

Современные лимузины в абсолютном своём большинстве принадлежат к так называемому типу «стретч» (Stretch-Limousine), они выполняются незаводским способом специализированными фирмами из готовых кузовов стандартных автомобилей, и ввиду технологических ограничений удлинены за счёт физической врезки в кузов дополнительной секции, расположенной между передними и задними дверьми.

## Конструкция

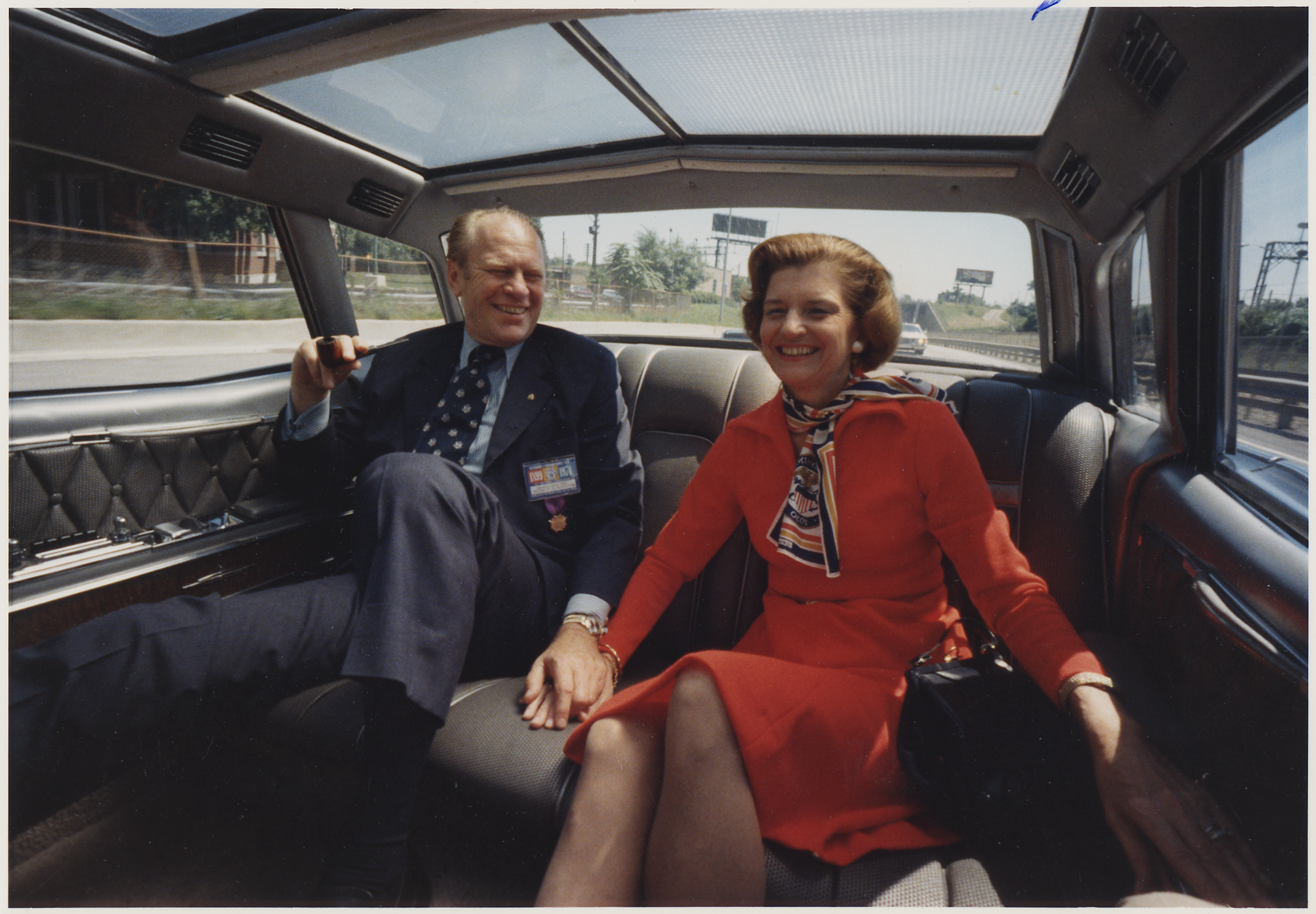
Салон лимузина

Основная масса лимузинов имеет рамную конструкцию, так как несущий кузов при такой длине автомобиля получается перетяжелённым. Так как рамные модели в настоящее время редки, выбор исходников для изготовления лимузинов весьма ограничен. Скажем, в США в стретчи переделывают преимущественно полноразмерные автомобили Lincoln и рамные внедорожники, в то время, как доминировавшие на рынке удлинённых автомобилей до середины 1990-х Cadillac популярностью уже не пользуются — у них несущие кузова.

## Pullman

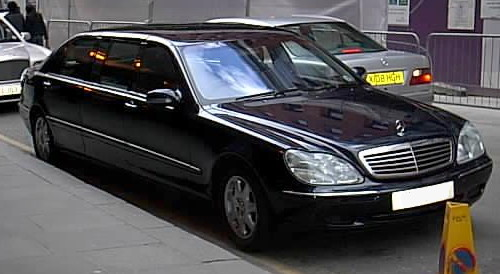
Pullman, созданный на базе Mercedes-Benz W220

Термин Pullman-Limousine используется в немецком языке для обозначения кузова с перегородкой и, как правило, тремя рядами сидений. Название происходит от имени американского изобретателя и заводчика, основателя компании «Пульман» Джорджа Мортимера Пульмана, который строил в середине XIX века самые комфортабельные четырёхосные вагоны для бурно развивавшихся железных дорог США. Эти настоящие «дворцы на колёсах» прославились потом в многочисленных вестернах, а слово Pullman стало употребляться для обозначения высшей степени комфорта применительно к транспорту вообще.

## История лимузинов в Америке
Самые первые лимузины изготавливались в Америке в начале прошлого столетия. Здесь появился спрос на машины подобного класса, возможно в первую очередь из-за того, что страна не была затронута войнами. Собственно здесь впервые автомеханики решились распилить новенький, сошедший с конвейера автомобиль на свой страх и риск. Впрочем, модернизация протекла в такой степени удачно, что решили не продавать удавшийся удивительный автомобиль, а отдавать лимузин в аренду и таким образом зарабатывать деньги.
Лимузинами занимался известный инженер Генри Лиланд, который был создателем двух легендарных американских автомобилестроительных предприятий. Сперва он организовывает Cadillac, а потом создаёт предприятие с громким именем «Линкольн». Эта компания и организовала выпуск машин представительского класса. Лимузины именно этой марки были представительскими и стояли в гаражах американских президентов в течение 60 лет.
Особой чертой предприятий, созданных гениальным инженером, стала нацеленность на покупателя из высшего слоя общества, и продукция, которая изготавливалась ими, была на высочайшем уровне. Упор был сделан в первую очередь на качество, однако внешний вид машин не удостоился должного внимания, из-за чего компания со временем стала терять прибыль. Производство было спасено прославившимся Генри Фордом, который выкупил компанию, назначил своего сына в руководство и стал поднимать все фактически с нуля. При нём стали уделять большое внимание внешнему виду машин, и дела лимузиностроителей очень скоро пошли вверх.
.

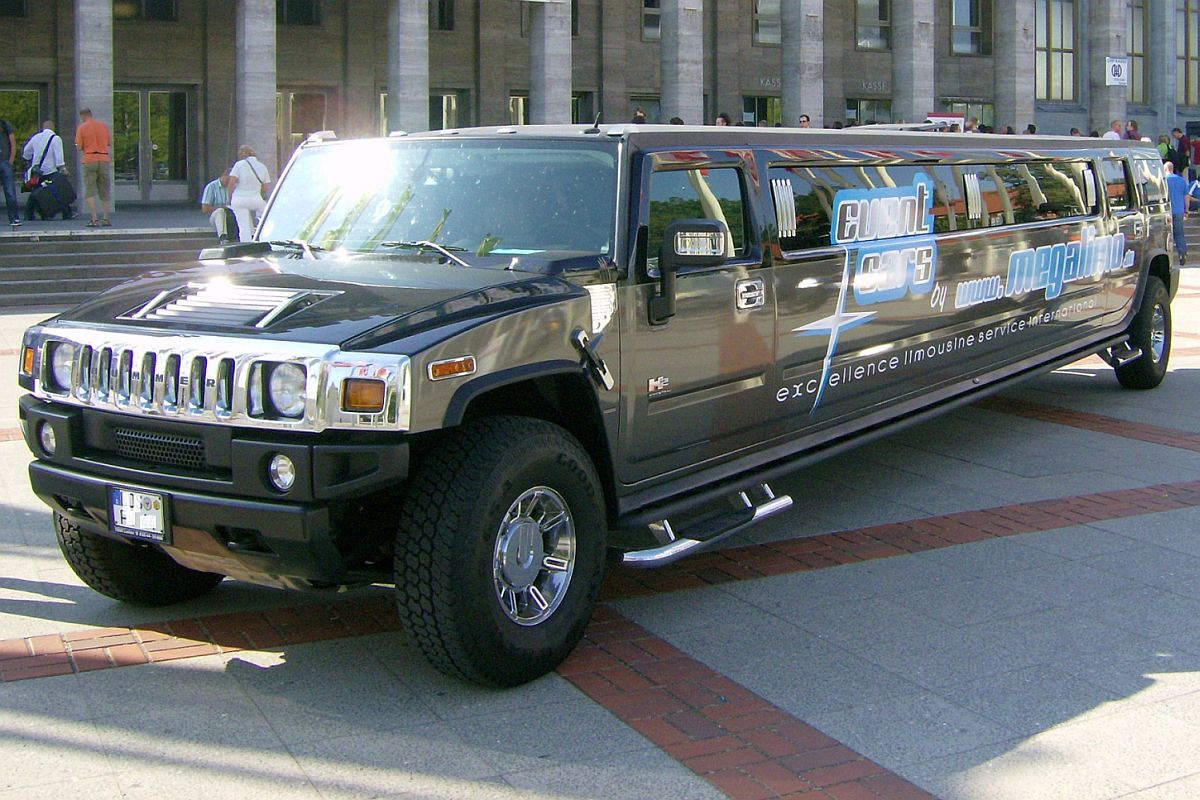
Стретч на базе Hummer H2

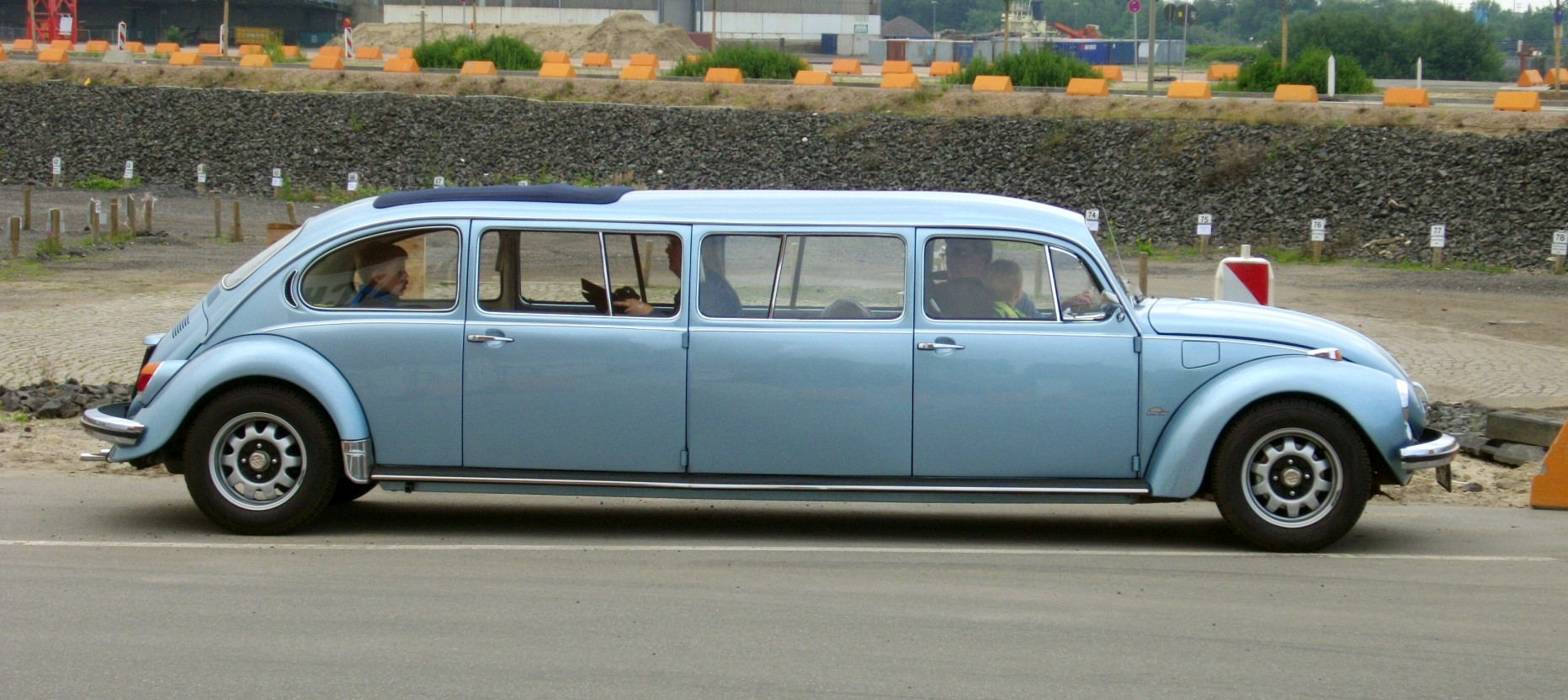
Лимузин Volkswagen Beetle
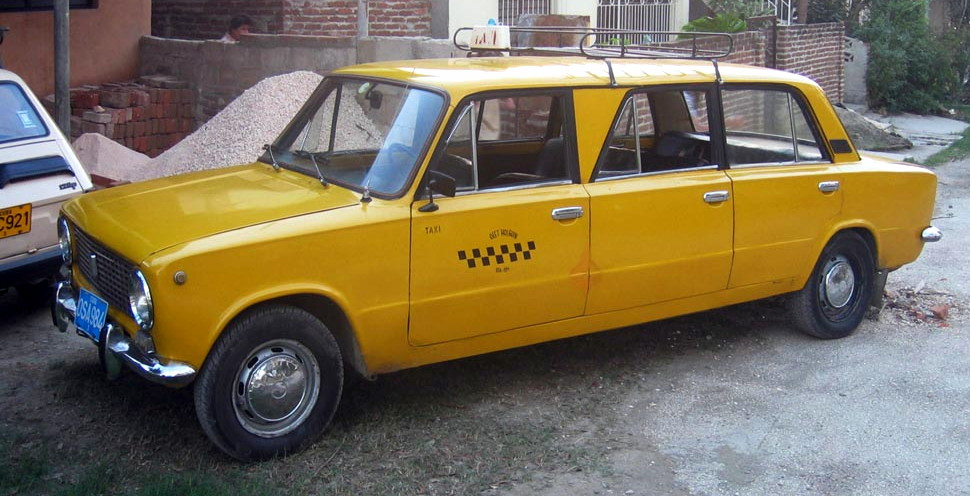
Лимузин Lada на Кубе
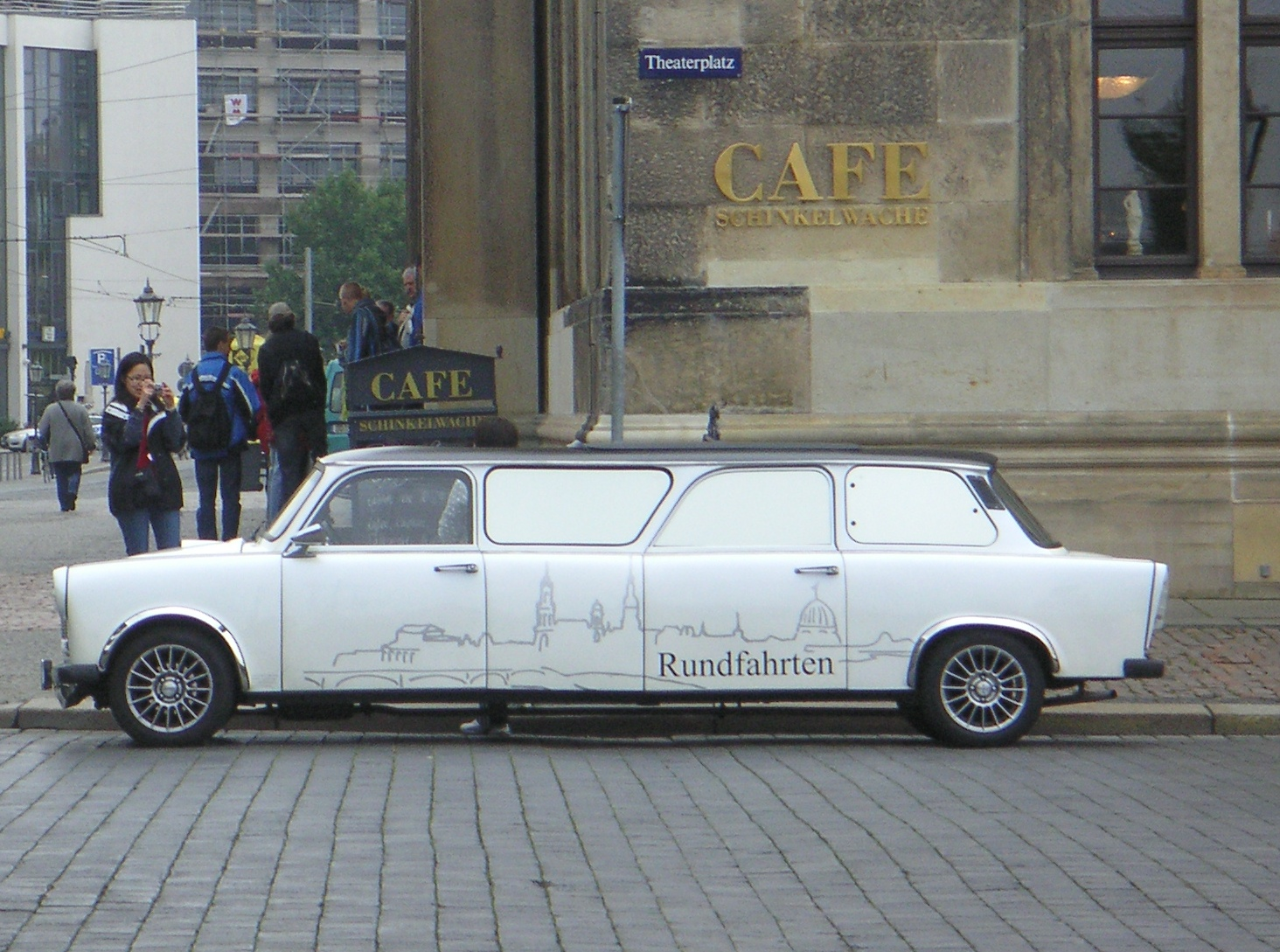
Лимузин Trabant

## Примеры автомобилей с кузовом «лимузин»
- ЗИЛ-41047
- Mercedes-Benz W100
- Lincoln Town Car